# Take a Picture
Take a Picture è un singolo di Carly Rae Jepsen, pubblicato durante maggio 2013.
Il singolo è stato presentato il 15 maggio 2013 durante una edizione di American Idol.